# Ziąbki
Ziąbki – wieś w Polsce położona w województwie łódzkim, w powiecie skierniewickim, w gminie Bolimów.
Wieś duchowna położona była w drugiej połowie XVI wieku w powiecie sochaczewskim ziemi sochaczewskiej województwa rawskiego. Była wsią klucza kompińskiego arcybiskupów gnieźnieńskich. W latach 1975–1998 miejscowość administracyjnie należała do województwa skierniewickiego.
Urodził się tu Remigiusz Orzechowski – polski prawnik, radca prawny oraz sędzia Trybunału Konstytucyjnego w latach 1985–1993.